# بريمو روغيليتش
بريمو روغيليتش (بالإيطالية: Primož Roglič)‏ (و. 1989  م) هو دراج، ومتزلج قفز، ودراج سلوفيني، ولد في تربوفلجه، شارك في ركوب الدراجات في الألعاب الأولمبية الصيفية 2016، وشارك في بطولة العالم لسباق الدراجات على الطريق 2017، وشارك في سباق طواف فرنسا 2017، وشارك في طواف فرنسا 2018.

## سباقات أو مراحل فاز بها
| التاريخ        | السباق                                                                     | المركز                                                                 |
| -------------- | -------------------------------------------------------------------------- | ---------------------------------------------------------------------- |
| 01 يناير 2014  | طواف سيبيو للدراجات 2014                                                   |                                                                        |
| 31 أغسطس 2014  | 2014 Croatia–Slovenia                                                      |                                                                        |
| 01 مارس 2015   | جي بي إيزولا 2015                                                          | الثاني في التصنيف العام                                                |
| 26 أبريل 2015  | طواف كرواتيا 2015                                                          |                                                                        |
| 10 مايو 2015   | طواف أذربيجان 2015                                                         |                                                                        |
| 21 يونيو 2015  | طواف سلوفينيا 2015                                                         |                                                                        |
| 18 يوليو 2015  | طواف بحيرة تشينغهاي 2015                                                   | الثالث في تصنيف الجبال، الرابع في التصنيف العام                        |
| 21 فبراير 2016 | فولتا الغارف 2016                                                          | الخامس في التصنيف العام                                                |
| 10 يونيو 2016  | بطولة سلوفينيا لسباق الدراجات على الطريق - سباق ضد الزمن 2016              |                                                                        |
| 26 أغسطس 2016  | تور دو بويتو-شارنتيس 2016                                                  | الرابع في التصنيف العام                                                |
| 19 فبراير 2017 | فولتا الغارف 2017                                                          | الأول في التصنيف العام، الثالث في تصنيف النقاط                         |
| 07 أبريل 2018  | طواف إقليم الباسك 2018                                                     | الأول في التصنيف العام، الأول في تصنيف النقاط، التاسع في تصنيف الجبال  |
| 29 أبريل 2018  | طواف روماندي 2018                                                          | الأول في التصنيف العام، الثاني في تصنيف النقاط، الرابع في تصنيف الجبال |
| 17 يونيو 2018  | طواف سلوفينيا 2018                                                         | الأول في التصنيف العام، الثاني في تصنيف الجبال، الثالث في تصنيف النقاط |
| 02 مارس 2019   | طواف الإمارات 2019                                                         | الأول في التصنيف العام، الرابع في تصنيف النقاط                         |
| 19 مارس 2019   | تيرينو أدرياتيكو 2019                                                      | الأول في التصنيف العام، السادس في تصنيف النقاط، السابع في تصنيف الجبال |
| 05 مايو 2019   | طواف روماندي 2019                                                          | الأول في التصنيف العام، الأول في تصنيف النقاط، السابع في تصنيف الجبال  |
| 15 سبتمبر 2019 | طواف إسبانيا 2019                                                          | الأول في التصنيف العام، الأول في تصنيف النقاط                          |
| 05 أكتوبر 2019 | طواف إيميليا 2019                                                          | الأول في التصنيف العام                                                 |
| 08 أكتوبر 2019 | طواف فيرزين 2019                                                           | الأول في التصنيف العام                                                 |
| 20 أكتوبر 2019 | طواف أوروبا للدراجات 2019                                                  |                                                                        |
| 20 أكتوبر 2019 | 2019 Chrono des Nations                                                    |                                                                        |
| 01 يناير 2020  | طواف أوروبا للدراجات 2020                                                  | الأول في تصنيف النقاط                                                  |
| 09 أغسطس 2020  | طواف أين 2020                                                              | الأول في التصنيف العام، الأول في تصنيف النقاط، الثاني في تصنيف الجبال  |
| 04 أكتوبر 2020 | لييج-باستون-لييج 2020                                                      | الأول في التصنيف العام                                                 |
| 08 نوفمبر 2020 | طواف إسبانيا 2020                                                          | الأول في التصنيف العام، الأول في تصنيف النقاط، السادس في تصنيف الجبال  |
| 01 يناير 2021  | طواف أوروبا للدراجات 2021                                                  |                                                                        |
| 14 مارس 2021   | باريس-نيس 2021                                                             | الأول في تصنيف النقاط، الثالث في تصنيف الجبال                          |
| 10 أبريل 2021  | طواف إقليم الباسك 2021                                                     | الأول في التصنيف العام، الأول في تصنيف الجبال، الأول في تصنيف النقاط   |
| 28 يوليو 2021  | سباق الدراجات الهوائية في الألعاب الأولمبية الصيفية 2020 – سباق الزمن فردي | الأول في التصنيف العام                                                 |
| 05 سبتمبر 2021 | طواف إسبانيا 2021                                                          | الأول في التصنيف العام، الثاني في تصنيف النقاط، الثالث في تصنيف الجبال |
| 02 أكتوبر 2021 | طواف إيميليا 2021                                                          | الأول في التصنيف العام                                                 |
| 06 أكتوبر 2021 | ميلانو-تورينو 2021                                                         | الأول في التصنيف العام                                                 |
| 13 مارس 2022   | باريس-نيس 2022                                                             | الأول في التصنيف العام، الثاني في تصنيف النقاط، الثالث في تصنيف الجبال |
| 12 يونيو 2022  | سباق دوفيني للدراجات 2022                                                  | الأول في التصنيف العام، الخامس في تصنيف الجبال، الثامن في تصنيف النقاط |
| 12 مارس 2023   | تيرينو أدرياتيكو 2023                                                      | الأول في التصنيف العام، الأول في تصنيف الجبال، الأول في تصنيف النقاط   |
| 26 مارس 2023   | فولتا كاتالونيا 2023                                                       | الأول في التصنيف العام، الأول في تصنيف النقاط، الثاني في تصنيف الجبال  |
| 28 مايو 2023   | طواف إيطاليا 2023                                                          | الأول في التصنيف العام، العاشر في تصنيف النقاط، السادس في تصنيف الجبال |
| 19 أغسطس 2023  | طواف برغش 2023                                                             | الأول في التصنيف العام، الأول في تصنيف النقاط، الثاني في تصنيف الجبال  |
| 30 سبتمبر 2023 | طواف إيميليا 2023                                                          | الأول في التصنيف العام                                                 |
| 09 يونيو 2024  | سباق دوفين للدراجات 2024                                                   | الأول في التصنيف العام، الأول في تصنيف النقاط، الثالث في تصنيف الجبال  |
| 08 سبتمبر 2024 | طواف إسبانيا 2024                                                          | الأول في التصنيف العام، الثاني في تصنيف النقاط، الرابع في تصنيف الجبال |
| 30 مارس 2025   | فولتا كاتالونيا 2025                                                       | الأول في التصنيف العام، الأول في تصنيف الجبال، الأول في تصنيف النقاط   |

## جوائز
حصل على جوائز منها:
- نيشان الفنون والآداب من رتبة قائد (17 يناير 2013)[7]
- جائزة المنافسة العامة  [لغات أخرى]‏ (1946)

## روابط خارجية
- بريمو روغيليتش على موقع الاتحاد الدولي للدراجات (الإنجليزية)
- بريمو روغيليتش على موقع أرشيف الدراجات (الإنجليزية)
- بريمو روغيليتش على موقع إحصائيات الدراجات الإحترافية (الإنجليزية)
- بريمو روغيليتش على موقع نسبة الدراجات (الإنجليزية)
- بريمو روغيليتش على موقع CycleBase (الإنجليزية)
- بريمو روغيليتش على موقع الاتحاد الدولي للتزلج (القفز التزلجي) (الإنجليزية)
- بريمو روغيليتش على موقع أوليمبيديا (الإنجليزية)